# 克爾效应

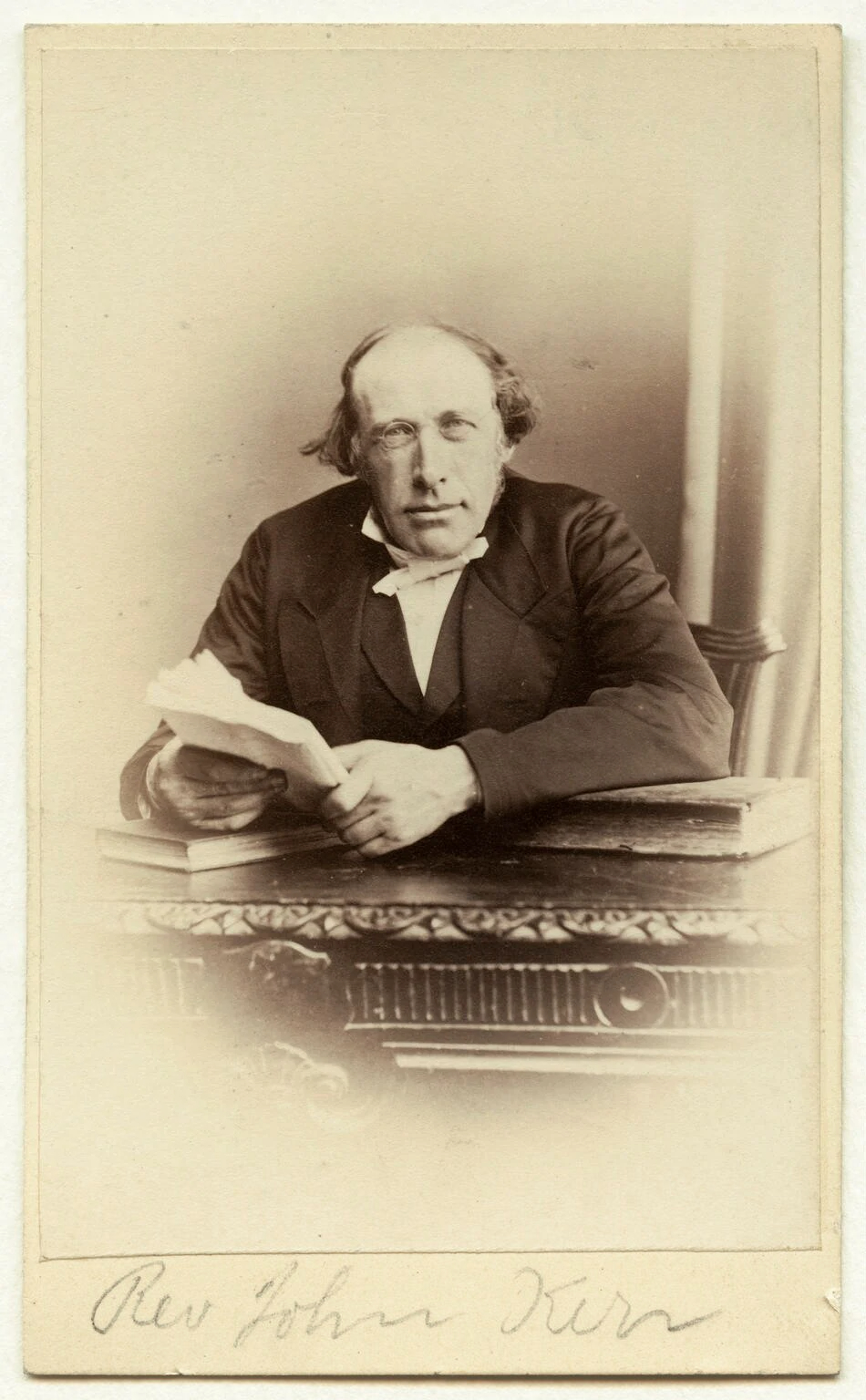
约翰·克尔

克爾效應（Kerr effect），也稱「二次電光效應」，是物質因響應外電場的作用而改變其折射率的一種效應。克爾效應與泡克耳斯效應不同，前者感應出的折射率改變與外電場平方成正比，後者則與外電場成線性關係；前者可以在液體或非晶物質出現，後者只出現於沒有對稱中心的晶體物質。克爾效應或多或少會出現在每一種物質，但在某些液體會比較顯著。這效應最先由蘇格蘭科学家約翰·克爾（John Kerr）在1878年發現。
克爾效應又分為克爾電光效應與克爾光學效應。

## 克爾電光效應
克爾電光效應又稱為「直流克爾效應」。假設施加緩慢外電場於物質樣品，即在連結樣品兩端的電極之間施加電壓，在這影響下，樣品會變為具有雙折射性質，對於光波的偏振平面平行與垂直於外電場的兩種方向，會出現不同的折射率，其差值{\displaystyle \Delta n}為
{\displaystyle \Delta n=\lambda KE^{2}}；
其中，{\displaystyle \lambda }是光波的波長，{\displaystyle K}是「克爾常數」，{\displaystyle E}是電場。
假設光波入射於樣品的方向垂直於外電場，則折射率的不同會使得這樣品的物理性質類似波片（waveplate）。假若置放物質於兩塊正交偏振片之間（請參閱條目偏光儀（polariscope）），當設定外電場為零之時，不會有任何光波透射過這兩塊正交偏振片；但當設定外電場為某最佳值之時，幾乎全部光波會透射過這兩塊正交偏振片。
某些極性液體，例如一硝基甲苯（C7H7NO2）、硝基苯（C6H5NO2），會展示出很大的克爾常數。「克爾盒」指的是裝滿了這種液體的小盒。因為克爾效應對於電場變化的響應速度很快，克爾盒時常被用來調制光波，頻率可高達10 GHz，可以用來製作電控光開關，在高速攝影、激光通訊方面很有用處，是未來光聯網的重要技術。；由於克爾效應相當微弱，典型的克爾盒需要電壓高達30 kV才能達到完全透明。泡克耳斯效應的工作電壓比這低很多。克爾盒的另一大缺點是製作材料硝基苯具有毒性。克爾盒光調制器也可以採用某些透明晶體為克爾效應材料，雖然他們的克爾常數較小。
在有些缺乏反演對稱性的介質裏，克爾效應通常會被更強勁的泡克耳斯效應屏蔽；但是，克爾效應仍舊存在，時常可以獨立地被探測到，不論泡克耳斯效應的貢獻有多強勁。

## 克爾光學效應
克爾光學效應又稱為「交流克爾效應」。在克爾光學效應裏，光波本身的電場造成了折射率的改變，這改變與光波的局域輻照度有關。折射率的變化促成了自聚焦（self-focusing）、自調相（self-phase modulation）、調制不穩定性（modulational instability）的非線性光學效應，是克爾透鏡鎖模技術（Kerr-lens modelocking）的基礎機制。只有當光束非常強勁時，這效應才會變得很顯著，例如，激光所產生的激光束。

## 磁光克爾效應
在磁光克爾效應裏，從磁性物質反射出來的光波，其偏振平面會稍微偏轉。這效應與法拉第效應類似，在法拉第效應裏，透射光的偏振平面會稍微偏轉。

## 理論

### 直流克爾效應
在介質裏，電極化向量{\displaystyle \mathbf {P} }與電場{\displaystyle \mathbf {E} }的關係為:12-13, 77-80
{\displaystyle \mathbf {P} =\varepsilon _{0}{\boldsymbol {\chi }}^{(1)}\mathbf {E} +\varepsilon _{0}{\boldsymbol {\chi }}^{(2)}\mathbf {EE} +\varepsilon _{0}{\boldsymbol {\chi }}^{(3)}\mathbf {EEE} +\cdots }，
其中，{\displaystyle \varepsilon _{0}}是電常數，{\displaystyle {\boldsymbol {\chi }}^{(n)}}是介質的第n階電極化率張量。
這是個張量公式。採用直角坐標系，x坐標、y坐標、z坐標分別以下標1、2、3代表，這公式表示為
{\displaystyle P_{i}=\varepsilon _{0}\sum _{j=1}^{3}\chi _{ij}^{(1)}E_{j}+\varepsilon _{0}\sum _{j=1}^{3}\sum _{k=1}^{3}\chi _{ijk}^{(2)}E_{j}E_{k}+\varepsilon _{0}\sum _{j=1}^{3}\sum _{k=1}^{3}\sum _{l=1}^{3}\chi _{ijkl}^{(3)}E_{j}E_{k}E_{l}+\cdots }。
在這公式的右手邊，第一項是介質的線式響應，所產生的電極化向量與電場成正比；第二項給出了泡克耳斯效應；第三項給出了直流克爾效應。對於展示出不可忽略的克爾效應的物質，第三項很重要。經過一番運算，第三項以方程式表示為:77
{\displaystyle P_{i}(\omega )=3\varepsilon _{0}\sum _{j=1}^{3}\sum _{k=1}^{3}\sum _{l=1}^{3}\chi _{ijkl}^{(3)}(\omega ;0,0,\omega )E_{j}(0)E_{k}(0)E_{l}(\omega )}。
在這公式裏，物理量右邊圓括號內的角頻率表示這物理量必須具有的角頻率數值，否則，整個乘積為零。第3階電極化率張量{\displaystyle {\boldsymbol {\chi }}^{(3)}}有34=81個分量，假設介質為結構各向同性，則由於對稱性，只會有21 個非零分量，分為4種數值:
{\displaystyle \chi _{1}=\chi _{iiii}}、
{\displaystyle \chi _{2}=\chi _{jjkk}}、
{\displaystyle \chi _{3}=\chi _{jkjk}}、
{\displaystyle \chi _{4}=\chi _{jkkj}}
其中，下標{\displaystyle i}、{\displaystyle j}、{\displaystyle k}的數值可以是1、2或3，但是{\displaystyle j\neq k}。
設想外電場{\displaystyle \mathbf {E} _{0}}的方向為{\displaystyle {\hat {y}}}：
{\displaystyle \mathbf {E} _{0}=E_{0}{\hat {y}}}。
光波的的傳播方向為{\displaystyle {\hat {z}}}，光波的電場為
{\displaystyle \mathbf {E} _{L}=(E_{x}{\hat {x}}+E_{y}{\hat {y}})\cos(kz-\omega t)}。
兩個電場合併為
{\displaystyle \mathbf {E} =E_{0}+\mathbf {E} _{L}=\mathbf {E} _{0}{\hat {y}}+(E_{x}{\hat {x}}+E_{y}{\hat {y}})\cos(kz-\omega t)}。
則所有涉及到z-坐標的分量都可以被忽略，
將這電場代入第三項，可以得到電極化向量的第三項部分，其x-分量、y-分量分別為:80
{\displaystyle P_{x}=3\varepsilon _{0}\chi _{xyyx}E_{0}E_{0}E_{x}=3\varepsilon _{0}\chi _{2}E_{0}E_{0}E_{Lx}}、
{\displaystyle P_{y}=3\varepsilon _{0}\chi _{yyyy}E_{0}E_{0}E_{y}=3\varepsilon _{0}\chi _{1}E_{0}E_{0}E_{Ly}}。
由於直流電場的作用，朝著x、y兩個方向的電極化向量造成了折射率不同，因此產生雙折射現象：
{\displaystyle \Delta n=n_{\parallel }-n_{\perp }\approx {\frac {3\varepsilon _{0}(\chi _{2}-\chi _{1})E_{0}E_{0}}{2n}}}；
其中，{\displaystyle n_{\parallel }}、{\displaystyle n_{\perp }}是偏振光的偏振平面與直流電場分別平行、垂直時傳播於介質的折射率，{\displaystyle n}是當沒有直流電場時傳播於介質的折射率。
因此，可以將介質的克爾常數定義為
{\displaystyle K\ {\stackrel {def}{=}}\ {\frac {n_{\parallel }-n_{\perp }}{\lambda _{0}E_{0}^{2}}}}；
其中，{\displaystyle \lambda _{0}}是光波傳播於自由空間的波長。

### 交流克爾效應
在交流克爾效應裏，傳播於介質的光波，假若輻照度夠強勁，就可以自己提供調製電場，不需要施加外電場。對於這案例，假設偏振光的電場為
{\displaystyle \mathbf {E} =E_{y}\cos(\omega t){\hat {y}}}；
其中，{\displaystyle \mathbf {E} _{y}}是光波的波幅。
將這公式代入偏振方程式，只取線性項與第三項，可以得到:81-82
{\displaystyle P_{y}\simeq \varepsilon _{0}\left(\chi ^{(1)}+{\frac {3}{4}}\chi ^{(3)}|E_{y}|^{2}\right)E_{y}\cos(\omega t)}。
這像是個線性項和額外的非線性項總和在一起的電極化率：
{\displaystyle \chi =\chi _{\mathrm {LIN} }+\chi _{\mathrm {NL} }=\chi ^{(1)}+{\frac {3\chi ^{(3)}}{4}}|E_{y}|^{2}}。
由於折射率為
{\displaystyle n=(1+\chi )^{1/2}=\left(1+\chi _{\mathrm {LIN} }+\chi _{\mathrm {NL} }\right)^{1/2}\simeq n_{0}\left(1+{\frac {1}{2{n_{0}}^{2}}}\chi _{\mathrm {NL} }\right)}；
其中，{\displaystyle n_{0}=(1+\chi _{\mathrm {LIN} })^{1/2}}是線性折射率。
由於{\displaystyle \chi _{\mathrm {NL} }\ll n_{0}\,^{2}}，應用泰勒展開，可以得到與輻射度有關的折射率：
{\displaystyle n=n_{0}+{\frac {3\chi ^{(3)}}{8n_{0}}}|E_{y}|^{2}=n_{0}+n_{2}I}；
其中，{\displaystyle n_{2}}是二次非線性折射率，{\displaystyle I}是光波的輻照度。
對於這光波傳播於介質的案例，折射率的變化與光波的輻照度成正比。
大多數介質的{\displaystyle n_{2}}相當微小，一般玻璃的{\displaystyle n_{2}}大約為10-20 m2 W-1。:83因此，光波的輻射度至少必須為1 GW cm-2才能使得折射率通過交流克爾效應產生顯著變化。
與輻射度有關的折射率是一種非常重要的三次過程，又分為空間調製與時間調製兩種過程。空間調製過程可以改變光束的傳播。時間調製可以改變光波的波幅與相位結構。
藉著空間調製折射率，傳播於介質的強勁光束會改變這介質的折射率，這改變的圖樣模仿光束的橫向輻照度圖樣。例如，高斯光束會造成高斯折射率剖面，類似漸變折射率透鏡（gradient-index lens）所產生的效應；越接近光束的中間區域，折射率越高；越接近邊緣區域，折射率越低。由於介質折射率被改變，使得光束在介質內自動聚焦，這現象稱為自聚焦（self-focus）。
由於光束的自聚焦，峰值輻照度會增加，因此又更加自聚焦。假若這效應贏過了對抗的衍射，則自聚焦會成為主導物理機制，光束會變得越來越狹窄，這時，假若操作不當，則會造成光束塌縮災難，從而損毀介質。
自聚焦與衍射彼此對抗抵銷，這意味著，對於每一種介質，存在一個閾值，只要輻照度不超過這閾值，就不會發生損毀。但是，另一種稱為「小尺寸自聚焦」的現象，會造成局域熱點與光束絲狀形成。為了避免這類問題出現於激光系統，通常，會先使用空間過濾器將光束波前的粗燥部分加以平滑。:83-84